# Hòa Lợi, Thạnh Phú
Hòa Lợi là một xã thuộc huyện Thạnh Phú, tỉnh Bến Tre, Việt Nam.
Xã Hòa Lợi có diện tích 19,96 km², dân số năm 1999 là 8627 người, mật độ dân số đạt 432 người/km².